# New Athens (Illinois)
Pour les articles homonymes, voir New Athens.
New Athens est un village situé au sud-ouest du comté de Saint Clair dans l'Illinois, aux États-Unis,. Le village est incorporé le 21 mai 1881.

## Démographie
Lors du recensement de 2010, le village comptait une population de 2 054 habitants. Elle est estimée, en 2016, à 1 934 habitants.

### Source de la traduction
- (en) Cet article est partiellement ou en totalité issu de l’article de Wikipédia en anglais intitulé « New Athens, Illinois » (voir la liste des auteurs).